# مصطفی انور پرواز بابو
مصطفی انور پرواز بابو (بنگالی: মোস্তফা আনোয়ার পারভেজ বাবু؛ زادهٔ ۲۵ ژوئیهٔ ۱۹۸۲) بازیکن سابق و مربی فوتبال اهل بنگلادش است.
وی همچنین در تیم‌های ملی فوتبال زیر ۲۳ سال بنگلادش، و بنگلادش بازی کرده است.
وی در مسابقات کشوری و بین‌المللی در مجموع برندهٔ ۱ مدال طلا شده است.